# La Battaglia
La Battaglia foi um periódico anarquista editado por um grupo de libertários italianos em São Paulo, no Brasil. Publicado pela primeira vez em 1901, torna-se um periódico semanal a partir de 1904, sob a direção de Oreste Ristori. Em 1912, já sob a direção de Gigi Damiani, La Battaglia funde-se com Germinal, editado por Angelo Bandoni e Florentino de Carvalho, dando origem ao periódico La Barricata.